# Sena Irie
Sena Irie (入江 聖奈?, Irie Sena; Yonago, 9 ottobre 2000) è una pugile giapponese.
Vincitrice della medaglia d'oro nei pesi piuma alle Olimpiadi di Tokyo 2020, è la prima donna in assoluto a conquistare una medaglia olimpica di pugilato per il proprio Paese.

## Biografia
Nativa di Yonago, città della prefettura di Tottori, inizia a praticare il pugilato all'età di otto anni.